# Neopetrosia tuberosa
Neopetrosia tuberosa är en svampdjursart som först beskrevs av Arthur Dendy 1922.  Neopetrosia tuberosa ingår i släktet Neopetrosia och familjen Petrosiidae. Inga underarter finns listade i Catalogue of Life.